# 복통
복통(腹痛, 또는 배탈, abdominal pain)이란 배가 아픈 것을 말한다. 질병에 의하여 생길 수도 있으나 대부분 음식을 지나치게 많이 먹거나 상한 음식을 먹었을 때 많이 일어난다. 여름철 복통과 가을 복통이 다른 경우가 있다.
복부 통증의 일반적인 원인으로는 위장염과 과민성 대장 증후군이 있다. 약 15%의 사람들은 맹장염, 복부 대동맥류 누출 또는 파열, 게실염 또는 자궁외 임신과 같은 더 심각한 기저 질환을 앓고 있다. 3분의 1의 경우에는 정확한 원인이 불분명하다.

## 병태생리학
- 내장성 통증
- 내장이나 고형 장기의 벽에 있는 신경말단의 신전(대부분), 장기의 초기허혈, 염증반응
- 태생학적 기원이 같은 장기에서 국소화
- 앞창자(위, 십이지장, 간담도계): 심와부 통증
- 중간창자(소장, 충수돌기, 결장): 배꼽주위 통증(periumbilical pain)
- 뒤창자(대장, 복강 내 비뇨생식기): 하복부 통증

복강 내 장기들은 대칭적인 신경지배를 받으므로 해부학적 위치가 Rt./Lt. 여부에 관계없이 중심부 통증을 호소 (보기: 맹장염의 경우 초기에 배꼽주위 통증을 보임)

### 신체성 통증
통증 자극의 바로 위 부분의 감각지배 영역에 위치가 한정. 기저 질환의 진행에 EK라 내장성 통증은 신체성 통증의 압통과 근성방어 등의 증상 나타냄

### 연관통
손상기관과 같은편에 위치. 발생학적 기원에 따른 통증유형보임(예: 급성 요로 폐쇄에 의한 통증시 고환통) 임상양상.

## 분류
- 복강 내
  - 위장성: appe, biliary tract ds, 소장 장애, 췌장염, 게실염
  - 비뇨생식기: 신장부 통증, 급성 요정체, 급성 음낭
  - 산부인과 관련: 골반 내 염증(PID), 자궁외 임신
  - 혈관성: 복부 대동맥 비대증, 장간막 허혈, 허혈성 대장염
- 복강 외
  - 심혈관
  - 복벽: 탈장, other abd. wall SDs
  - 대사성, 독성: 독성(감염성, 중독성), 대사성
  - 신경성
  - 비특이성 복통(응급실 내원환자 중 가장 많은 수를 차지)

## 병력상의 특징
- 통증의 성질 위치, 양상, 정도, 시작시간, 지속 시간, 악화 또는 완화 요인, 시간의 경과에 따른 변화

### 연관증상
- - 소화기 계통 : 식욕부진. N/V, --non specific
  - 비뇨생식기 계통 : 배뇨기능의 변화(배뇨곤란, 빈뇨, 혈뇨 잔뇨감, 요실금)
  - 부인과 계통: 생리통, 성교방법, 질 분비물, 최근의 성교통, 임신횟수, 분만횟수, 유산,
  - 자궁외임신, 물혹, 섬유종, 골반내 염증 복강경수술여부
  - 혈관 계통: 특히 노인환자에서 MI, 허혈성 심질환, 심근이상, AF, 항응고제상용, CHF, 말초혈관질환, 대동맥류의 가족력

### 과거병력
- 이학적 진찰

### 일반적 요소
- 복통의 정도는 질환의 경중과는 무관(예: 초기의 장간막 허혈은 막연한 복부 불쾌감)
- 내장성 통증의 특성을 갖는 산통의 경우 가만히 누워있지 못하지만, 복막염환자들은 움직이지 않으려 한다.

## 생체징후
누운 상태에서 앉아 1분 후 맥박이 30회 이상 증가 or 실신—1L의 혈액부족, 3L의 등장성 용액의 투여필요. 혈압의 변화는 심박출량 유지위한 빈맥으로 보상못할 때 나타나는 후기의 변화이다.
복부
- 시진 : 공기 또는 액체에 의한 팽만의 여부, 흉터, 종괴
- 청진 : 장음감소나 소실은 임상적으로 유용하지못함(소화성궤양천공 1/2에서 정상 / 증가)

소장폐쇄때 증가된 장음만이 임상적 유용성있음(그러나 25%에서는 감소 / 소실)
- 촉진 : 2-3개의 손가락으로 통증부위에서 먼 곳으로부터 부드럽게 만짐

자발적인 복부 근육 강직 완화 - 무릎구부림, 환자손으로 배 누름. 최근의 연구에서 몇몇 저자들은 기침으로 인한 통증(cough pain)과는 달리 RT는 무가치결론(비특이적놀람 반응)
- 급성복통의 원인 : 비특이적복통(34%), 충수돌기염(28%), 담도질관(10%)
- 50세 이상: 담도질환(21%), 비특이적복통(16%), 충수돌기염(15%)

일반혈액검사 : WBC 11000이상시 appe 확률2배, 이하시 확률 1/2

## 진단

### 장기에 따른 복강내 진단
소화기계
- 맹장염

충수돌기염 배제 : RLQ pain 없음, 이전의 유사통증, 전형적인 RLQ로의 통증이동 없음
임상적으로 충수돌기염을 배제하는 것은 없어야 하는 증상혼합 or 상대적으로 강하게 의심되는 다른 진단이 있어야 설득력이 있다.
- 간담도계질환

응급실 50세 이상에서 가장 흔함
많은 수가 fever 없었고 40%에서 leukocytosis 없었다
식사 후 등쪽으로 방사되는 상복부 통증(but 1/3이상의 환자는 단지 RUQ pain,
2/3은 RUQ 압통, 나머지 대부분은 상복부 미만성통증)
- 소장폐쇄

이전의 복부 수술, 이따금씩 콕콕 쑤시는 듯한 통증, 복부팽만, 장음증가
- 급성 췌장염

80%가 술과 담석때문, 꾸준히 그리고 점점 심해지는 통증, 구토
적은 경우에서만 통증이 해부학적 위치에 국한, 반수가 상복부를 넘어서 존재( 염증을 한정짓는 막의 부재, 복부 깊숙한 위치, 후 복막을 포함하는 병리를 국소화시키기 힘듦)
정상 혈중 lipase의 위 한계치의 두배를 양성 검사로 정함으로써 amylase보다 두 배 정확
- 게실염

동통은 하복부 또는 LLQ에 한정되는 경우가 일반적.
비뇨생식기
- 신산통=요관결석, 신결석

한쪽 방향의 옆구리, 갑자기시작, 쿡쿡 쑤시는 통증, 서혜부로 방사, 혈뇨.
요방광접합부의 stone은 RLQ or LLQ pain
- 급성뇨긴장

하복부 동통과 중앙 복부의 덩어리(방광팽만)--도뇨관삽입
- 급성음낭

진단의 전략의 초점은 고환의 경색확인하고 제외. 염전보다 부고환염에 맞는 특징으로는 열, 오한, 배뇨불편감, 농뇨 고환자체와 분리, 뒤쪽이 부어있고, 동통부 고환의 통증의 지역한정.
부인과적통증
- PID
- 비정상적인 질 분비물
- 자궁외임신

파열된 자궁외 임신시 복통이 전체적으로 나타남
- 혈관성 복통
- 복부 대동맥류

저혈압, 복통, 등쪽통증, 박동성 복부종괴 (그러나 3/4이상에서 정상혈압)
복부의 통증과 압통이 없는 경우 우복강으로 실혈을 의미
- 장간막허혈증

연령과 연관된 이행률,소장허혈시간은 2-3시간,초기증상은 압통이 없이 국소화되지 않는 내장성통증, 경색이 생기면 통증은 순간적으로 감소
- 허혈성대장염

노인, 전반적인 or 하부의 복통(80%), 설사(60%), 종종 혈변
- 복강외적인 요인
- 심폐계통의 요인

상복부 통증 호소시 특히, 압통의 유무와 관계없이 우상복부나 좌상복부에 국한된 통증시 폐실질이나 흉막의 병변여부위한 검사 필요 심와부통증시 심질환 병력청취와 심전도

## 역학
응급실에 내원하는 성인 중의 복통호소 비율 44/1000